# 九紫火星
| 四 | 九 | 二 |
| 三 | 五 | 七 |
| 八 | 一 | 六 |

| 八 | 四 | 六 |
| 七 | 九 | 二 |
| 三 | 五 | 一 |

九紫火星（きゅうしかせい）とは、暦、占いに用いられる九星の一つ。後天定位盤において南に位置する。
九星で、五行の火に属する唯一の星である。
日の九星においては、原則として夏至に最も近い甲子の日を九紫として陽遁から陰遁に切り替わる。その際前の陽遁最終日と合わせて九紫が2日続く。

## 属性
- 五行 - 火
- 八卦 - 離
- 十干 - 丙、丁
- 十二支 - 午
- 季節 - 夏
- 方位 - 南
- 月 - 6月
- 時間 - 11時～13時
- 数 - 二、七
- 色 - 赤色
- 味 - 苦味

## 象意
- 離合、神、高貴、華やかな美人、気の強い中年女性、結婚式、離婚、紫煙、印影、火事、高血圧、心臓疾患、脳病、見栄、虚飾、対立作用
- 文書、火、学者、熱、光、明かり、栄光、苦味、精神、脱退、切断、破壊、発覚、目の病気、頭脳、視力、血球、顔面、頭部

## 他の星との関係（相性）
- 相生 - 二黒土星（火生土）、三碧木星（木生火）、四緑木星（木生火）、五黄土星（火生土）、八白土星（火生土）
- 相克 - 一白水星（水剋火）、六白金星（火剋金）、七赤金星（火剋金）
- 比和 - 九紫火星

## 九紫火星の（中宮になる）年
西暦年を9で割って2余る年が九紫火星の年となる。
‥‥ - 1928年 - 1937年 - 1946年 - 1955年 - 1964年 - 1973年 - 1982年 - 1991年 - 2000年 - 2009年 - 2018年 - 2027年 - 2036年 - 2045年 - 2054年 - 2063年 - 2072年 - ‥‥